# 下垫面
下垫面指与大气下层直接接触的地球表面。大气圈以地球的水陆表面为其下界，称为大气层的下垫面。它包括陆地、海洋、湿地、沙漠、不同植被区、地形区等，

## 应用情景
（1)下垫面状况不同，吸收和反射的太阳辐射比例也不同，使得世界各地地面辐射的变化，并不完全与纬度的变化相一致，使得等温线在同纬度地区发生弯曲。
（2)下垫面状况不同，水的含量也不尽相同，使得蒸发量不同，对当地气温及其变化，干燥程度影响不同。如城市化前后下垫面的改变导致下垫面水热状况的改变。
（3)裸露的水域会比冰冻时蒸发更快，而温暖的空气能藏匿更多水分。富含水分的空气移动到较高纬度或较高海拔地区，会导致强降雪。

## 其他
海洋和陸地是性質差異最大的下墊面，無論是溫度、水份和表面形狀都有很大的不同。在大陸上，巨大的山地和高原對氣候的形成與影響有着不可忽視的作用。